# GE/PAC-4020
GE/PAC-4020とは、ゼネラル・エレクトリック (GE) が開発製造した産業用コンピュータである。1966年10月初出荷された。東京電力福島第一原子力発電所1号機、2号機のプロセス計算機として納入されたことでも知られる。

## 仕様
下記にしめす物は、福島第一原子力発電所1号機に設置されたケースである。
- 中央演算制御装置
  - 演算方式：並列計算
  - 語長：24ビット＋パリティ
  - Processor speed：3.2（Complete Add Time in Microseconds）[3]
  - サイクルタイム：1.6μs[3]
  - Basic Tape System：6120語[4]
  - 記憶装置：コア容器20K
  - 割込レベル：32
- 入出力・通信仕様
  - 磁気ドラム：188K～最大262Kまで拡張可能
  - 周辺機器
    - 紙テープ読取装置1台、読取速度100文字/s
    - 紙テープせん孔装置1台、せん孔速度120文字/s
    - タイプライタ（警報用、定周期ログ用、オンデマンド入出力用）各1台計3台

  - アナログ入力：アナログ走査器、125点/s
  - オペレータコンソール：1台
  - デジタル入力：入力走査器
  - デジタル出力：多重出力装置
- 内部ストレージ
  - Bits per Microsecond:15.00[5]
  - Cycle Time(in micro seconds)：1.6[5]
  - Bits per Cycle：24[5]

## プロセス計算用途
本機にて全ての制御機能を果たしている訳ではないため、計算機を使用しない場合でも原子炉の性能には殆ど影響が無いが、計算機による監視データの処理がなされていないため、炉心が性能限界に近い状態になる場合、より拘束された運転限界を設定して運転する。従って全負荷（定格出力100%の状態）においては計算機の使用が前提となり、計算機無しでは90～95%程度の出力が上限とされる。
当時、プロセス計算の機能として求められたのは概略下記であった。
- 性能計算
- 炉心性能計算
  - 炉心熱出力分布
  - 炉心流量分布
  - 限界出力密度と限界熱流束比
  - 原子炉出力
- プラント性能計算
  - 流量、熱効率、復水器、給水加熱器、炉心内平均ボイド率等
- 運転補助手段
  - 炉心モニタ：インコアモニタの走査を行って設定値と比較する[6]。
  - 制御棒反応度モニタ：制御棒価値ミニマイザの機能[8]。
  - 制御棒位置指示：制御棒の位置を記憶させておき、定期的にプリントアウトする[9]。
  - 各種接点信号作動順序記録：80点の接点信号変化を記録し、事故解析の参照資料として使用
  - 事故記録：25点のアナログ入力をプラントトリップ前後5分間記憶

性能計算が必要な理由は欲しい状態量がそのままの形で計測できないため、中性子量などの情報から間接的に計算値を求めるためである。計算機システム全体に占める比率は計算機の記憶容量に対して炉心性能計算が約80％、プラント性能計算が約10％であるが、プラント性能計算はプラントからの入力点数が非常に多い特徴がある。

## 備考
1960年代、BWRの開発が進展してくると、GE社は原子炉内にインコアモニタ（TIP）を本格採用し、その設置をユーザー側が選択する段階を経て、ブラウンズフェリー（en）以降は全てのBWRプラントに計算機を包含した。東京電力が福島第一原子力発電所1号機の建設を行った際も、当初は後に標準化された計算機システムとは異なった計算機を導入する計画だったが、後に本機をベースとした上述のシステムを採用している。なお、ドレスデン2・3号機（en）、ブラウンズフェリー1・2号機など建設年代が極めて近く、プラントの仕様が揃っているGE製BWRでは計算機を共用する例が見られたが、福島第一では炉型が変更・設計も改良を続けていったこともあり、計算機は各炉に別置された。
また、日立製作所と同じく、GEと1967年に技術導入契約を結んでいた東芝は、本機相当のプロセス計算機としてTOSBAC7000を製造・福島第一原子力発電所3号機やBWR運転訓練センターなどに設置された。